# محمداشرف غنی
محمداشرف غنی احمدزَی (زادهٔ ۲۹ ثور/اردیبهشت ۱۳۲۸) سیاستمدار و اقتصاددان افغان و آخرین رئیس‌جمهور افغانستان است. او در انتخابات ۲۰ سپتامبر ۲۰۱۴ و ۲۸ سپتامبر ۲۰۱۹، به عنوان رئیس‌جمهور افغانستان انتخاب شد و از ۲۹ سپتامبر ۲۰۱۴ تا زمان فرار از افغانستان در روز ۱۵ اوت ۲۰۲۱، پنجمین رئیس‌جمهور جمهوری اسلامی افغانستان بود. وی قبلاً از سال ۲۰۰۲ تا ۲۰۰۴، به عنوان وزیر مالیه افغانستان در دولت حامد کرزی فعالیت می‌کرد. او در دو انتخابات ریاست‌جمهوری ۱۳۸۸ و ۱۳۹۳ نیز نامزد ریاست‌جمهوری بود.
قبل از بازگشت به افغانستان در سال ۱۹۸۷، غنی برای انجام پژوهش میدانی به پاکستان رفت و در اردوگاه‌ها/کمپ‌های مهاجرین و مدارس دینی برای مدت کوتاهی پژوهش‌های میدانی و تحقیق کرد. سپس به عنوان پروفسور انسان‌شناسی در دانشگاه جانز هاپکینز انتخاب شد و بعد از این نیز کارش را در بانک جهانی پی می‌گیرد. از ژوئیه ۲۰۰۲ تا دسامبر ۲۰۰۴ وی رهبری تلاش اقتصادی افغانستان پس از فروپاشی دولت طالبان را به عنوان وزیر مالیه به‌دست گرفت.
محمداشرف غنی بنیان‌گذار مؤسسه اثربخشی دولت است، سازمانی که در سال ۲۰۰۵ برای بهبود توانایی دولت‌ها در خدمت به شهروندان خود تأسیس شد. وی در سال ۲۰۰۵ سخنرانی تد خود را در مورد چگونگی بازسازی کشورهای شکسته، مانند افغانستان ارائه داد. او عضو کمیسیون توانمندسازی حقوقی فقرا به ابتکار مستقل و میزبانی برنامه توسعه سازمان ملل است. در سال ۲۰۱۳ و طی یک نظرسنجی آنلاین، در رتبهٔ ۵۰ از ۱۰۰ روشن‌فکر برتر جهان قرار گرفت. این نظرسنجی توسط مجله فارن پالیسی انجام شد و در نظرسنجی مشابهی که توسط مجله پراسپِکت انجام شد وی جایگاه دوم را کسب کرد.
اشرف غنی در انتخابات ریاست‌جمهوری ۱۳۸۸ افغانستان در رتبه چهارم قرار گرفت و در انتخابات ۱۳۹۳ با ۳۷٫۶ درصد آراء در رتبهٔ دوم قرار گرفت و با عبدالله عبدالله در دور دوم این انتخابات به ستیز پرداخت و بر اساس نتایج نخستینِ دور دوم توانست ۵۶٫۴۴٪ آراء مردم افغانستان را به خود اختصاص دهد، با این حال اعتراض عبدالله عبدالله به نتیجه انتخابات باعث شد که همه آراء داده‌شده مورد بازشماری قرار گیرد که سرانجام با امضای توافقنامهٔ تشکیل دولت وحدت ملی میان دو نامزد، اشرف غنی احمدزی به عنوان رئیس‌جمهور جمهوری اسلامی افغانستان و عبدالله عبدالله به عنوان رئیس اجراییه تعیین شدند.

## خانواده
اشرف غنی از پشتون‌های غل‌زایی و از قبیلهٔ احمدزی است. وی در ماه ثور/اُردیبهشت ۱۳۲۸ در ولایت/اُستان لوگر در جنوب کابل به دنیا آمد. پدرش شاه‌پسند نام داشت و بنابر برخی گزارش‌ها در جوانی کارمند یک شرکت حمل‌ونقل در کابل بود و در دهه ۱۹۸۰ کار حمل‌ونقل را با تعدادی کامیون در پاکستان ادامه می‌داد. مادرش کوکبه (ملقب به ضیاگل) نام داشت و دختر احمدعلی لودین (لودین یکی از اقوام پشتون در افغانستان است که بیشتر در لوگر و شرق افغانستان اقامت دارند تعدادی نیز در مناطق جنوب غربی و هرات نیز مسکن گزین شده‌اند و به زبان فارسی گپ می‌زنند) بود. او هنگام تحصیل در لبنان با رولا همسر آینده‌اش آشنا شد و با این دختر لبنانی مسیحی ازدواج کرد. دو فرزند غنی و رولا با نام‌های مریم و طارق در آمریکا به دنیا آمده‌اند و در نتیجه تمام آن‌ها شهروند آمریکا نیز محسوب می‌شوند.

## تحصیلات
اشرف‌غنی تحصیلات ابتدایی خود را در ولایت/اُستان لوگر سپری نمود و از دبیرستان/لیسه حبیبیه فارغ تحصیل گردید. برای تحصیلات دانشگاهی به لبنان رفته و در دانشگاه آمریکایی بیروت در رشته علوم سیاسی سند لیسانس/کارشناسی و ماستری/کارشناسی‌ارشد خود را کسب کرد. در سال ۱۳۵۳ برای تدریس در رشته مردم‌شناسی به افغانستان بازگشت و در دانشکده علوم اجتماعی دانشگاه کابل مشغول به آموزگاری شد. در سال ۱۳۵۶ پس از کسب بورسیه تحصیلی برای ادامه تحصیلات به دانشگاه کلمبیا در نیویورک رفت و مدرک ماستری دوم/کارشناسی‌ارشدِ دوم خود را در رشته روابط بین‌الملل از همین دانشگاه کسب کرد؛ پس از یک سال در پی به قدرت رسیدن حزب دمکراتیک خلق در افغانستان بسیاری از اعضای خانواده او به زندان افتادند. غنی در آمریکا ماندگار شد و مدرک دکترای خود را در رشتهٔ انسان‌شناسی فرهنگی از دانشگاه کلمبیا دریافت کرد. رساله دکترای او «تولید و تسلط: افغانستان، ۱۷۴۷–۱۹۰۱» نام داشت. او همچنین دارای دو مدرک دکتری افتخاری؛ یکی از طرف دانشگاه سکرانتن ایالات متحده آمریکا «در سال ۲۰۰۷» و دیگری از طرف دانشگاه گیلف کانادا «در سال ۲۰۰۸» می‌باشد.

## بانک جهانی

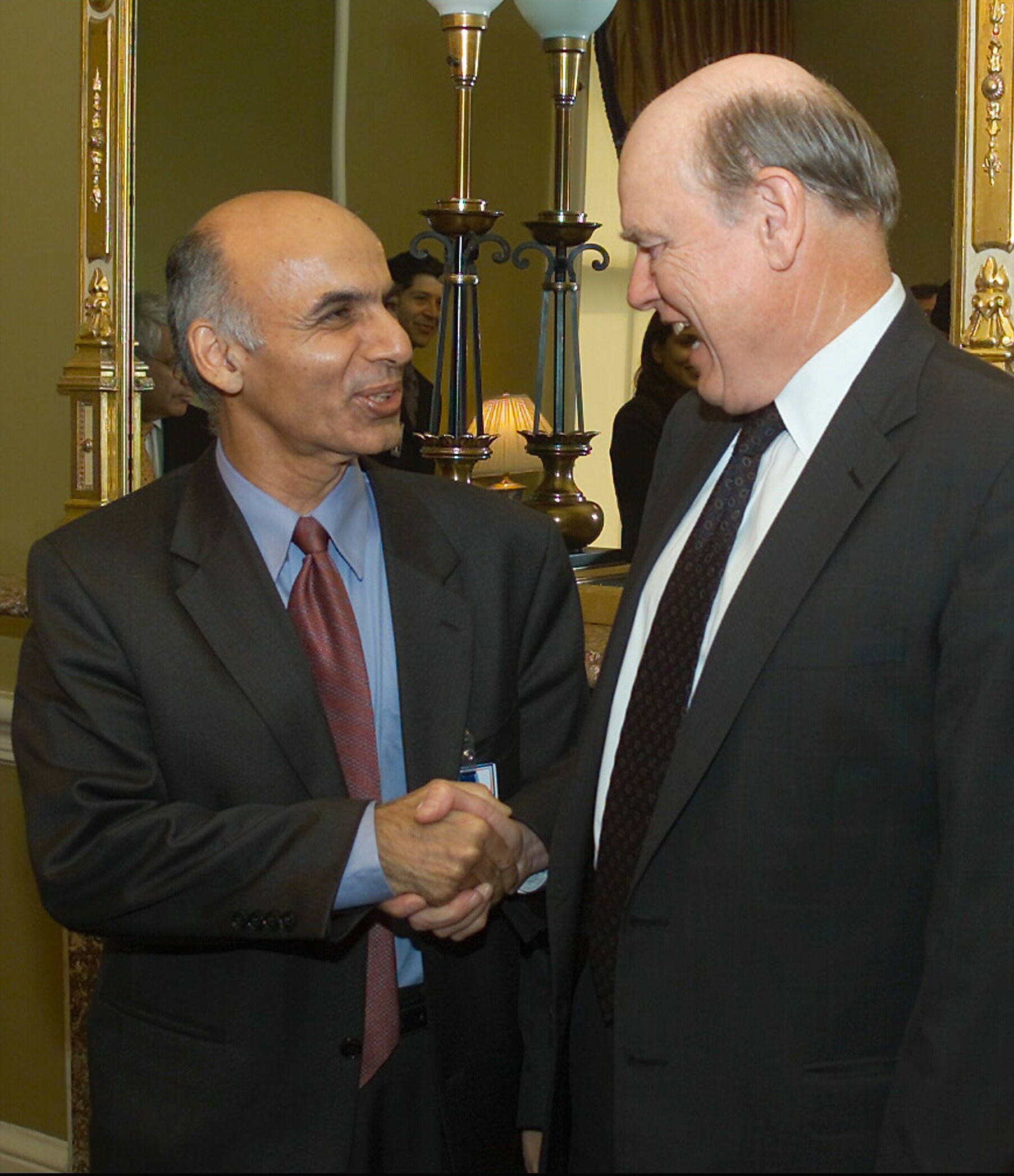
اشرف غنی و جان اسنو وزیر خزانه داری ایالات متحده در سال ۲۰۰۴

اشرف غنی پس از فارغ‌تحصیلی در سال ۱۹۸۳ برای آموزگاری در دانشگاه برکلی کالیفرنیا دعوت شد و از سال ۱۹۸۳ تا ۱۹۹۱ آموزگار دانشگاه جانز هاپکینز آمریکا بود و در این دوره به‌طور معمول به عنوان کارشناس در برنامه‌های بخش فارسی و پشتوی رادیو بی‌بی‌سی حضور پیدا می‌کرد. او از سال ۱۹۹۱ به عنوان مردم‌شناسِ راهنما به کار در بانک جهانی پرداخت، کار او مشاوره در مورد ابعاد انسانی برنامه‌های اقتصادی بود و در برنامه‌های بانک جهانی در آسیای شرقی، جنوب آسیا، روسیه، چین و هند شرکت داشت.

## سازمان ملل
اشرف غنی در سال ۲۰۰۲ به عنوان مشاور ویژه اخضر ابراهیمی که نماینده ویژه دبیرکل سازمان ملل در امور افغانستان بود، برگزیده شد. مهم‌ترین فعالیت وی در این جایگاه همکاری در طراحی، مذاکرات و اجرای موافقت‌نامه بن بود که نقش دولت افغانستان را پس از سقوط طالبان مشخص می‌کرد.

### نامزدی دبیرکل سازمان ملل متحد
در اواخر سال ۲۰۰۶ غنی نامزد دبیرکل سازمان ملل متحد پس از کوفی عنان گردید. وی در پاسخ به این اقدام به روزنامه فایننشال تایمز گفت: 
امیدوارم برنده شوم، از طریق ایده‌هایم معرفی شدم.
 کارلوس پسکوال از نهاد بروکینگز در تشویق غنی اظهار داشت: "عقل، استعداد و ظرفیت فوق العاده غنی باعث می‌شود وی دبیر کل سازمان ملل متحد پس از کوفی عنان باشد."
در سال ۲۰۰۵، غنی سخنرانی ای خود را برای جلسات سمپوزیوم بین‌المللی حاکمیت قانون کانون وکلای دادگستری آمریکا، شبکه سیاست‌های فرا آتلانتیک، نشست سالانه کارمندان توسعه دولت نروژ، نشست CSIS در مورد اصلاحات سازمان ملل، نشست‌های UN-OECD- بانک جهانی در کشورهای شکننده و تد گلوبل، ارائه داد. وی در نوشتن مقالات و تحلیل‌های سیاسی با روزنامه‌های فایننشال تایمز، اینترنشنال هرالد تریبون، لس آنجلس تایمز، نیویورک تایمز، وال استریت ژورنال و واشینگتن پست نیز همکاری کرده‌است.

## فعالیت سیاسی

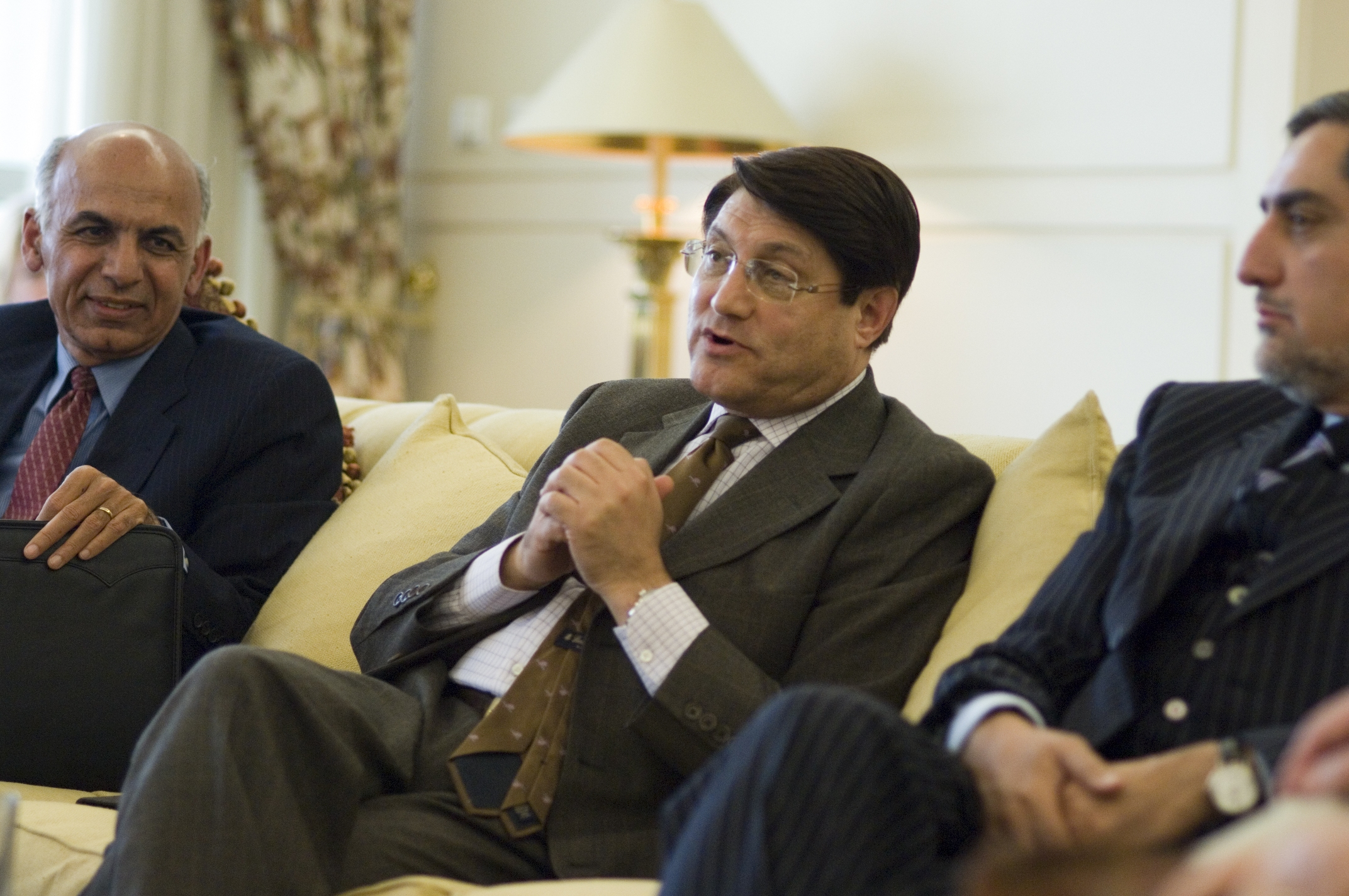
اشرف غنی (سمت چپ)، عبدالله عبدالله (سمت راست)، دو کاندیدا برای ریاست‌جمهوری افغانستان در انتخابات سال ۱۳۹۳

اشرف غنی پس از حادثه ۱۱ سپتامبر در سال ۲۰۰۱ کار در بانک جهانی را رها کرده و به همکاری با شبکه‌های خبری و روزنامه‌های مختلف پرداخت.
غنی از دسامبر ۲۰۰۱ به افغانستان بازگشت و در ۱ فوریه ۲۰۰۲ به عنوان مشاور ارشد حامد کرزی رئیس‌جمهور افغانستان، وزیر مالیه افغانستان و رئیس اداره هماهنگ‌کننده کمک‌های بین‌المللی به افغانستان گزیده شد. او از سال ۲۰۰۴ از حضور در دولت خودداری کرد و به سرنام رئیس دانشگاه کابل انتخاب شد.
غنی پس از ترک دانشگاه کابل، مؤسسه اثربخشی دولت را با کلر لاکهارت، که پسانتر رئیس آن شد، بنیان نهاد. این مؤسسه چارچوبی را پیشنهاد کرد که دولت‌ها برای خدمات بهتر به شهروندان خود باید ده کارکرد را انجام دهند. این چارچوب توسط رهبران انتقالی پس از جنگ، در نشست تحت حمایت سازمان ملل و بانک جهانی در سپتامبر ۲۰۰۵ مورد بحث و بررسی قرار گرفت.

### وزیر مالیه افغانستان
وی اصلاحات گسترده‌ای از جمله صدور ارز جدید، رایانه سازی عملیات خزانه داری، استقرار حساب خزانه داری واحد، اتخاذ سیاست بودجه‌های متعادل و استفاده از بودجه به عنوان ابزار سیاست اصلی، متمرکز ساختن درآمد، اصلاح تعرفه‌ها و تعمیرات اساسی گمرکات را انجام داد. او گزارش دادن منظم را به کابینه، مردم و ذینفعان بین‌المللی به عنوان ابزاری برای شفافیت و پاسخگویی و جلوگیری از فساد ایجاد کرد و اهدا کنندگان را ملزم کرد تا مداخلات خود را بر روی سه بخش، بهبود، پاسخگویی با همتایان دولت و تهیه یک استراتژی توسعه، متمرکز کنند تا افغان‌ها را بیشتر مسئول توسعه آینده‌شان کند.
ریشه کنی فقر از طریق ایجاد ثروت و ایجاد حقوق شهروندی قلب برنامه‌های توسعه‌ای غنی به‌شمار می‌رفت. برنامه همبستگی ملی، هم‌اکنون ۱۳۰۰۰ روستا از ۲۰٬۰۰۰ روستای افغانستان را تحت پوشش قرار داده‌است که توسط غنی معرفی گردید.

### انتخابات ریاست جمهوری ۱۳۸۸

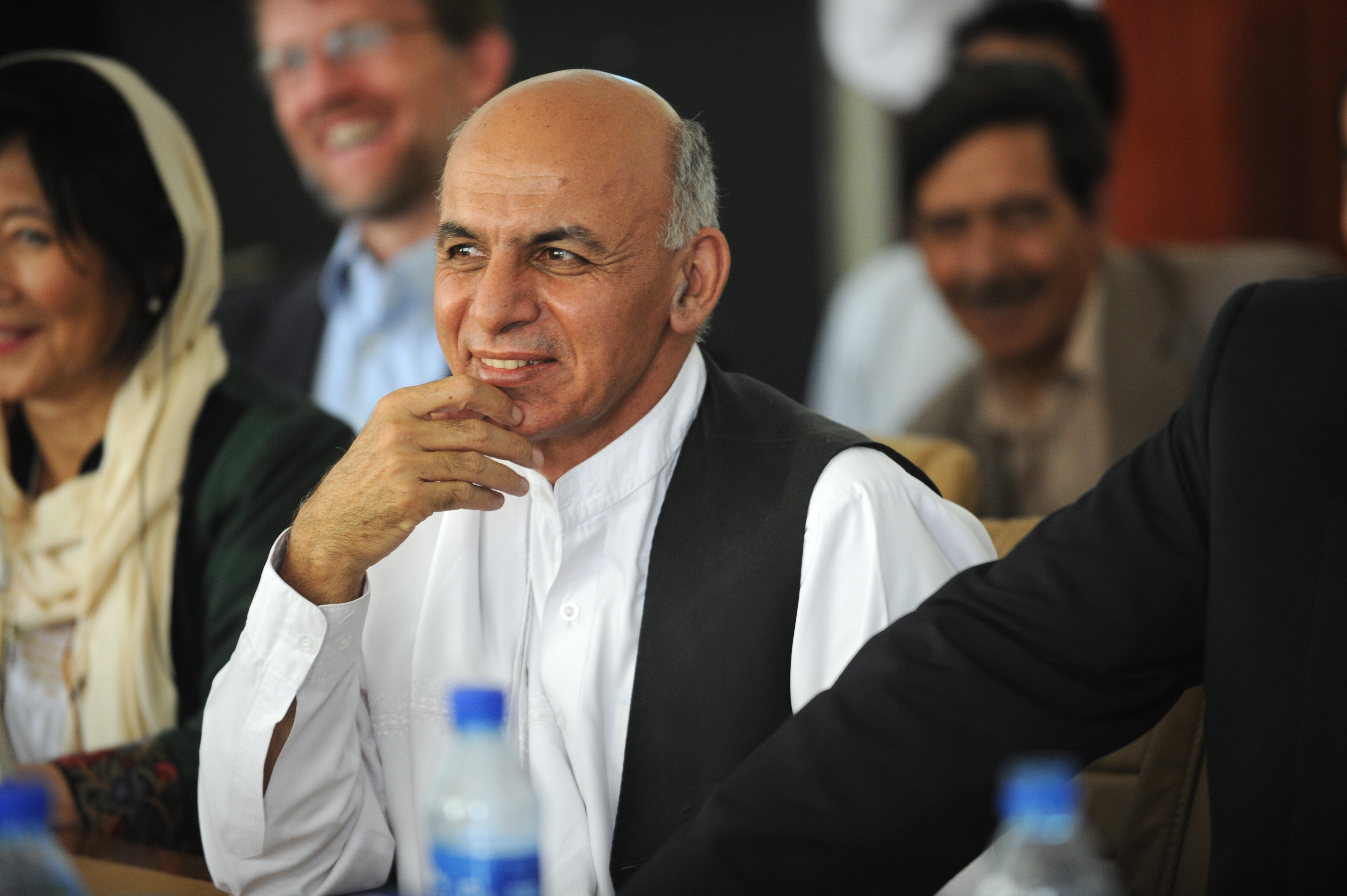
غنی در بازدید از ولایت پنجشیر، ۲۰۱۱

در ژانویه ۱۳۸۸ مقاله احمد مجیدیار از سوی مؤسسه امریکن انترپرایز منتشر شد که غنی را در لیست پانزده نامزد احتمالی انتخابات ریاست جمهوری سال ۱۳۸۸ افغانستان قرار می‌داد. در ۱۷ ثور ۱۳۸۸، اشرف غنی به عنوان نامزد انتخابات ریاست جمهوری ۱۳۸۸ افغانستان کاندیدا نمود. کارزارهای انتخاباتی غنی روی موارد زیر تأکید داشت: حکومت‌داری خوب؛ یک اقتصاد پویا و فرصت‌های شغلی برای مردم افغانستان. غنی برخلاف دیگر نامزدهای مهم، از افغان‌های مقیم خارج خواست که از کارزار انتخاباتی وی حمایت مالی کنند. معاون اول غنی محمد ایوب رفیقی بود؛ او جیمز کارویل استراتژیست معروف کمپین‌های بیل کلینتون را به عنوان مشاور کارزارهای انتخاباتی خود منصوب کرد. بالاخره با کسب ۳٪ آراء، غنی پس از حامد کرزی، عبدالله عبدالله و رمضان بشردوست در رتبه چهارم قرار گرفت.
اشرف غنی در دوره دوم ریاست جمهوری حامد کرزی در سال ۲۰۱۰، مسئول برنامه انتقال مسئولیت‌های امنیتی از نیروهای بیرونی به نیروهای داخلی (بومی) شد.

## ریاست جمهوری

### انتخابات ریاست‌جمهوری ۱۳۹۳ افغانستان

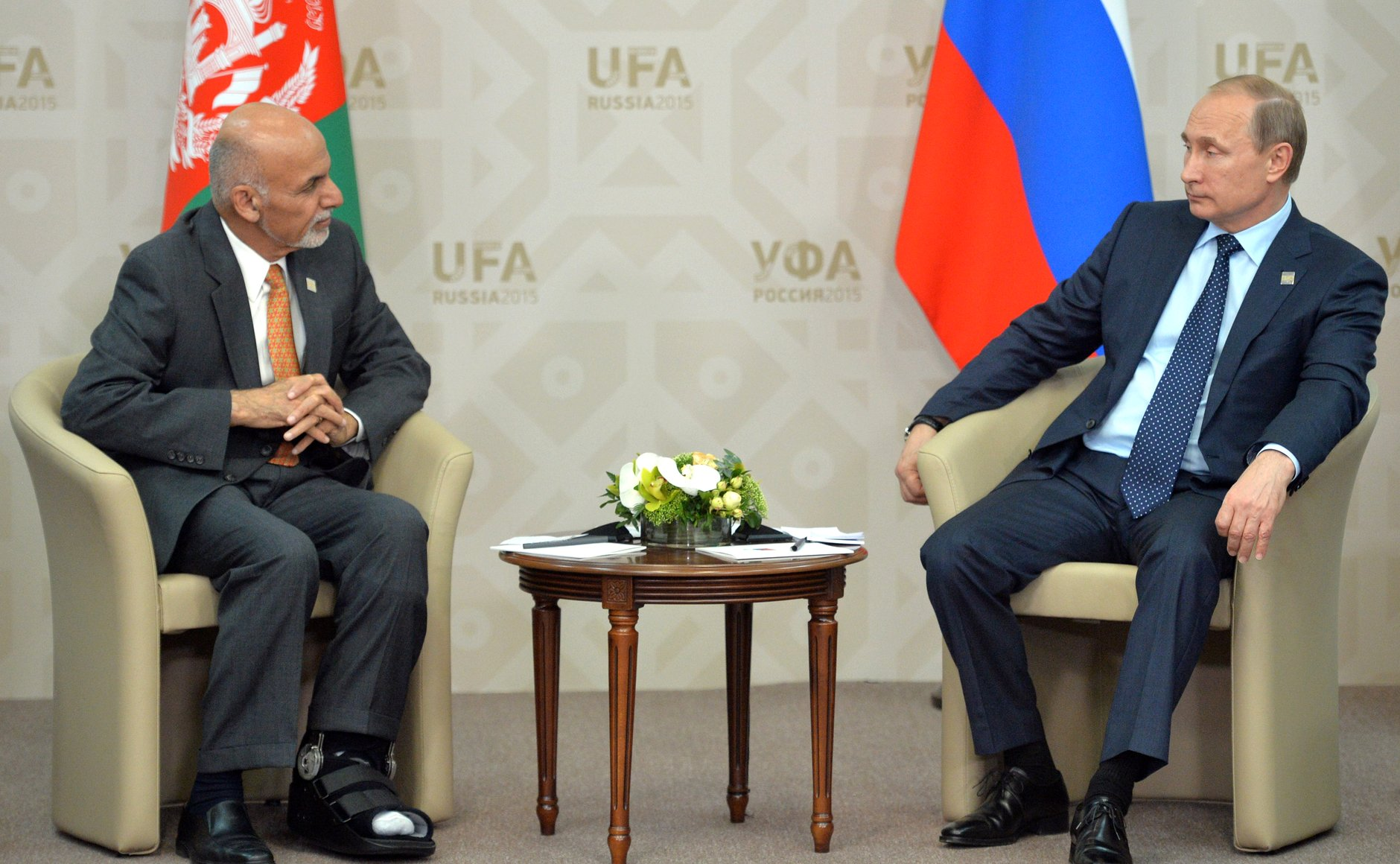
رئیس‌جمهور اشرف غنی با ولادیمیر پوتین در یوفا، روسیه، ۲۰۱۵

اشرف غنی در سال ۱۳۹۳ برای دومین بار در انتخابات ریاست‌جمهوری شرکت کرد. در این انتخابات عبدالرشید دوستم جنگ‌سالار معروف ازبک‌تبار را به عنوان معاون نخست و سرور دانش وزیر تحصیلات عالی و مسلکی هزاره‌تبار را به عنوان معاون دوم در کنار خود داشت. محاذ ملی به رهبری پیر احمد گیلانی، جبهه نجات ملی به رهبری صبغت‌الله مجددی و حزب حرکت انقلاب اسلامی به رهبری موسی خان هوتک و حزب اسلامی به رهبری عزیزالله دین محمد از مهم‌ترین جریان‌های حمایت‌کننده اشرف غنی در این انتخابات به‌شمار می‌رفتند.
بر اساس نتایج شمارش ۱۰ درصد آراء؛ غنی با کسب ۳۷٫۶٪ آراء پس از عبدالله عبدالله در رتبه دوم قرار گرفت و با عبدالله در دور دوم این انتخابات به رقابت رفت. اشرف غنی به‌طور کلی در ولایت/اُستان‌های شرقی و برخی از ولایت/اُستان‌های شمالی و مناطق پشتون‌نشین و ازبک‌نشین رأی بیشتری کسب کرده و در ولایت/اُستان‌های پکتیا، ننگرهار، فراه، جوزجان، فاریاب، نیمروز، هلمند، زابل، لوگر، خوست، کنر، لغمان و تخار در رتبه یکم قرار داشت.
اشرف‌غنی در دور دوم انتخابات در رقابت با عبدالله عبدالله توانست ۵۶٫۴۴٪ آراء مردم افغانستان را به خود اختصاص دهد، با این حال اعتراض عبدالله عبدالله به نتیجه انتخابات سبب شد تا با موافقت غنی، کُل آراء داده‌شده مورد بازشماری دوباره قرار گیرد؛ که در صورت تأیید نتایج نخستی دور دوم انتخابات، اشرف غنی احمدزی رئیس‌جمهور افغانستان پنداشته می‌شد.
اما نظر به آمار حمایت‌کنندگان اشرف غنی احمدزی در ولایات/اُستان‌های پکتیکا و پکتیا، به نفع وی بیشتر از نفوس آن جاها تقلب نمودند و این امر سبب شد عبدالله عبدالله کمیسیون مستقل انتخابات را به صورت رسمی نشناسد و دست به اعتراضات مدنی بزند و این اعتراض‌های مدنی تا زمانی ادامه پیدا کرد که کمیسیون مستقل انتخابات در دور دوم اعلام نتایج ابتدایی آقای اشرف غنی را برنده‌ای انتخابات اعلام نمود و در همین زمان آقای عبدالله رقیب آقای غنی تصمیم گرفت تا حکومت خود را اعلام نمایید و هواخواهان او نیز به همین انتظار در تالار مجلس بزرگ (لویه جرگه) جمع شدند اما آقای عبدالله از هوادارانش چند روزی وقت خواست که با مخالفت هوادارانش روبرو شد.
کوشش‌های عبدالله برای خواستن وقت بجایی نرسید تا اینکه او حرف‌های پشت پرده را بازگو نموده و گفت: قرار است روز جمعه آقای جان کری وزیر خارجه آمریکا به افغانستان سفر نمایید و این بُن‌بست را بشکند.

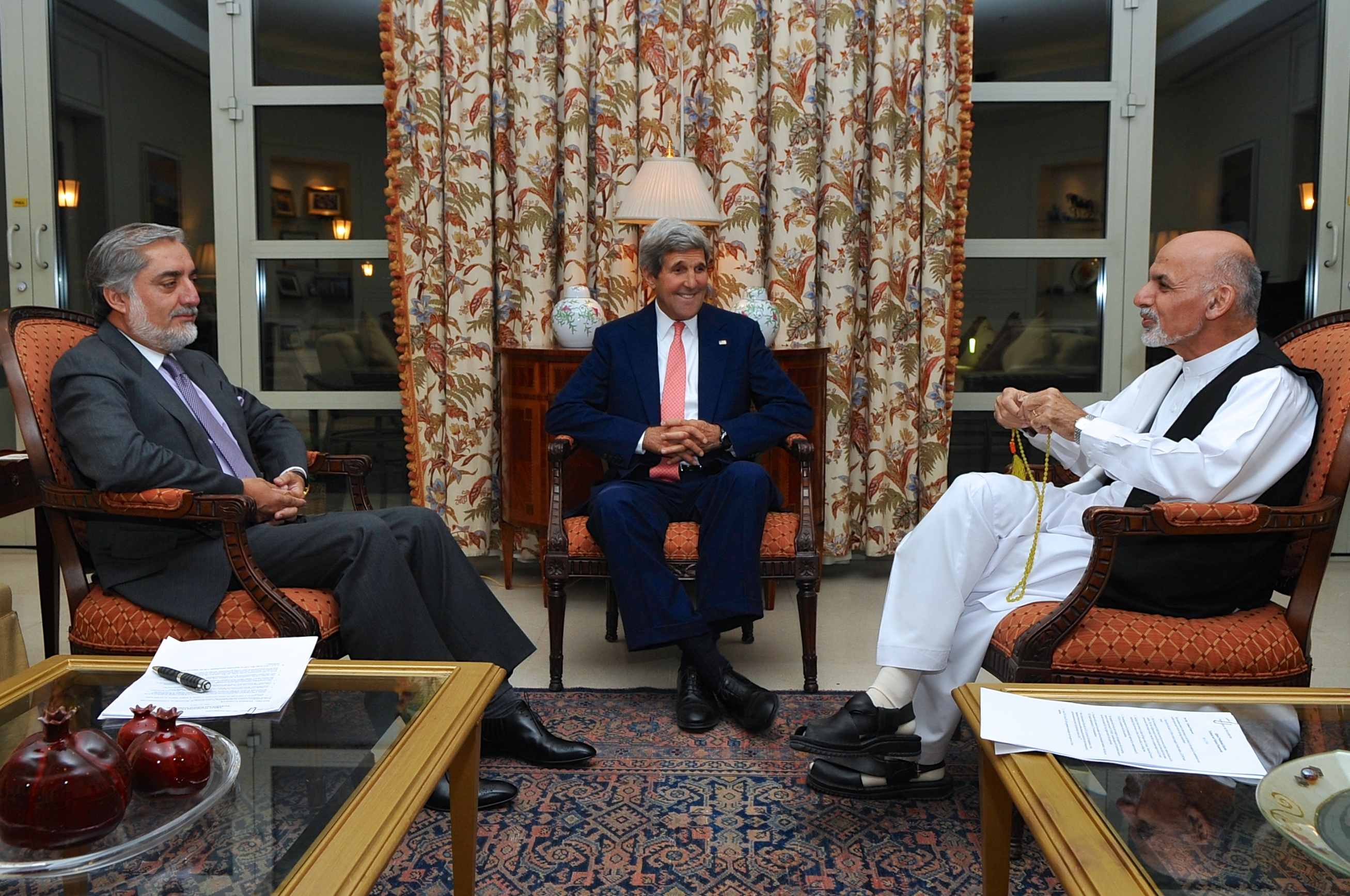
رئیس‌جمهور غنی در کنار عبدالله عبدالله و جان کری در ژوئیه ۲۰۱۴

همان‌بودکه آقای جان کری روز جمعه به افغانستان آمد و با هردو نامزد و کمیسیون جداگانه دیدار نمود و تصمیم بر آن شد که تمامی آرای انتخاباتِ ۲۴ جوزا/خرداد ۱۳۹۳ مورد بررسی قرار گیرد، بررسی‌ها انجام گردید و در نهایت در ۳۰ سنبله/شهریور ۱۳۹۳ با ایجاد حکومت وحدت ملی؛ اشرف غنی احمدزی به عنوان رئیس‌جمهور افغانستان و عبدالله عبدالله به عنوان رئیس اجراییه حکومت وحدت ملی تعیین گردیدند.

### انتخابات ریاست‌جمهوری ۱۳۹۸ افغانستان

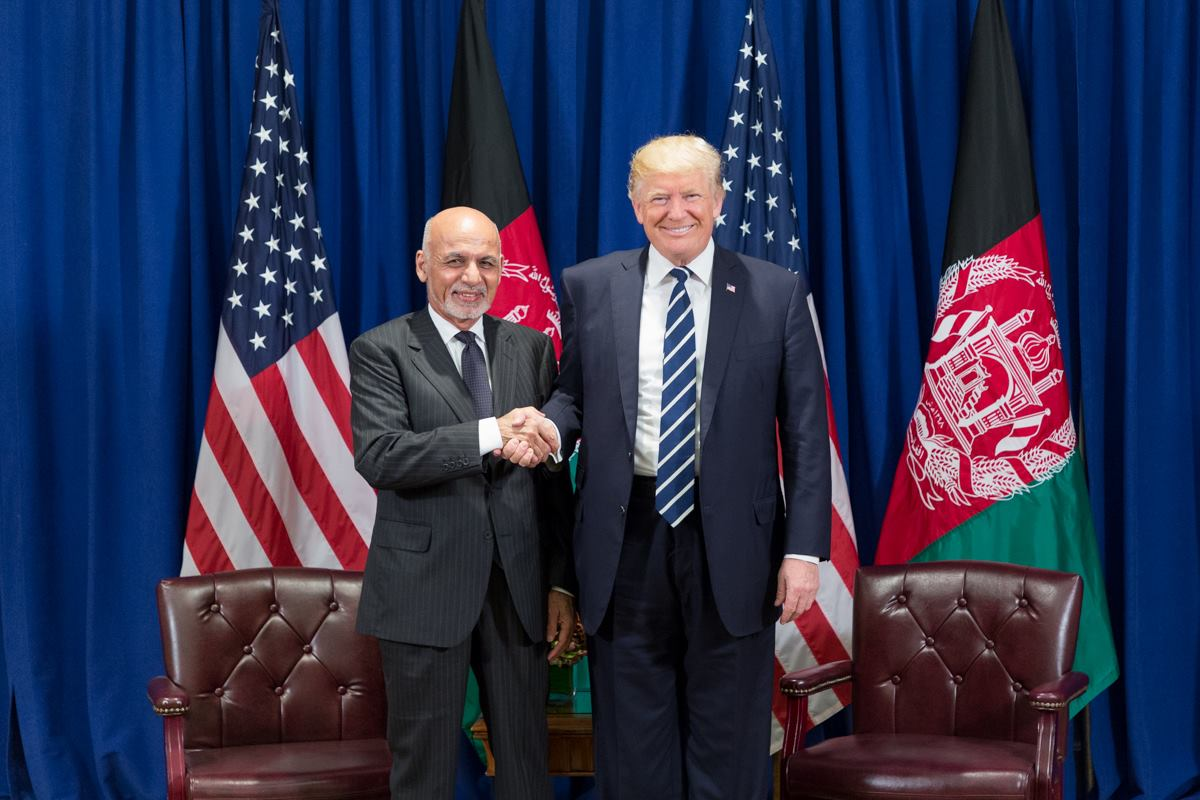
رئیس‌جمهور غنی با دونالد ترامپ اکتبر ۲۰۱۷

محمد اشرف غنی به همراه امرالله صالح و سرور دانش در ۳۰ جدی/دی ۱۳۹۷ برای انتخابات ریاست‌جمهوری ۱۳۹۸ خود را نامزد کرد. او نام دسته انتخاباتی خود را «دولت ساز» گذاشت.
بر اساس اعلام نتایج اولیه انتخابات ریاست جمهوری افغانستان که در تاریخ ۱ دی ۱۳۹۸ اعلام شد، اشرف غنی موفق شد با کسب حد اکثر آراء (۵۰/۶۴ درصد) پیروز انتخابات شود.

### فرار از افغانستان و پایان ریاست‌جمهوری
در روز ۲۴ مرداد ۱۴۰۰ (۱۵ اوت ۲۰۲۱) و در پی نزدیک شدن طالبان به کابل، اشرف غنی از افغانستان فرار کرد و بدین ترتیب ریاست جمهوری او پایان یافت. در پی خروج اشرف غنی از افغانستان و ایجاد خلأ قدرت، عبدالله عبدالله رئیس شواری عالی مصالحه ملی، گلبدین حکمتیار رئیس حزب اسلامی افغانستان و حامد کرزی رئیس‌جمهور پیشین کشور، یک شورای هماهنگی با هدف صلح و انتقال مسالمت آمیز قدرت تشکیل دادند. در واکنش به فرار ناگهانی اشرف غنی از افغانستان، عبدالله عبدالله گفت: «رئیس‌جمهور سابق افغانستان، افغانستان را ترک و کشور و ملت را در یک حالت قرار داد، رفت و خداوند همراهش محاسبه کند». در همین رابطه ژنرال بسم‌الله محمدی، وزیر دفاع افغانستان، در پیام توییتری نوشت: «دست ما را از پشت بستند و وطن را فروختند لعنت به غنی و دار دسته‌اش».
خبرگزاری رویترز در یک گمانه‌زنی علی‌احمد جلالی را یکی از گزینه‌های احتمالی برای ریاست دولت انتقالی از سوی طالبان دانست. این گمانه‌زنی از سوی طالبان به‌طور رسمی تأیید نشد و برخی از خبرگزاری‌ها و نیز گلبدین حکمتیار تشکیل چنین دولتی را منتفی اعلام کردند.

#### اتهام فرار از افغانستان با خودروها و بالگردهای پر از پول
یک روز پس از فرار اشرف غنی از افغانستان، سفارت روسیه در کابل اعلام کرد که اشرف غنی با چهار خودرو و بالگردهای مملو از پول نقد از افغانستان فرار کرده‌است. خبرگزاری ریانووستی به نقل از سفارت روسیه نوشت که پول‌ها چنان زیاد بودند که بعضی از آنان به خاطر گنجایش نداشتن خودروها و بالگردها جا ماندند. در سال ۲۰۲۳، شبکه خبری ایتالیایی TG1 مدعی دسترسی به سندی شد که نشان می‌دهد در ماه ژوئیه ۲۰۲۱، امیر قطر مبلغ ۱۱۰ میلیون دلار به اشرف غنی رشوه داد تا علیه طالبان نجنگد.

## کارکردها

### اقتصاد و تجارت

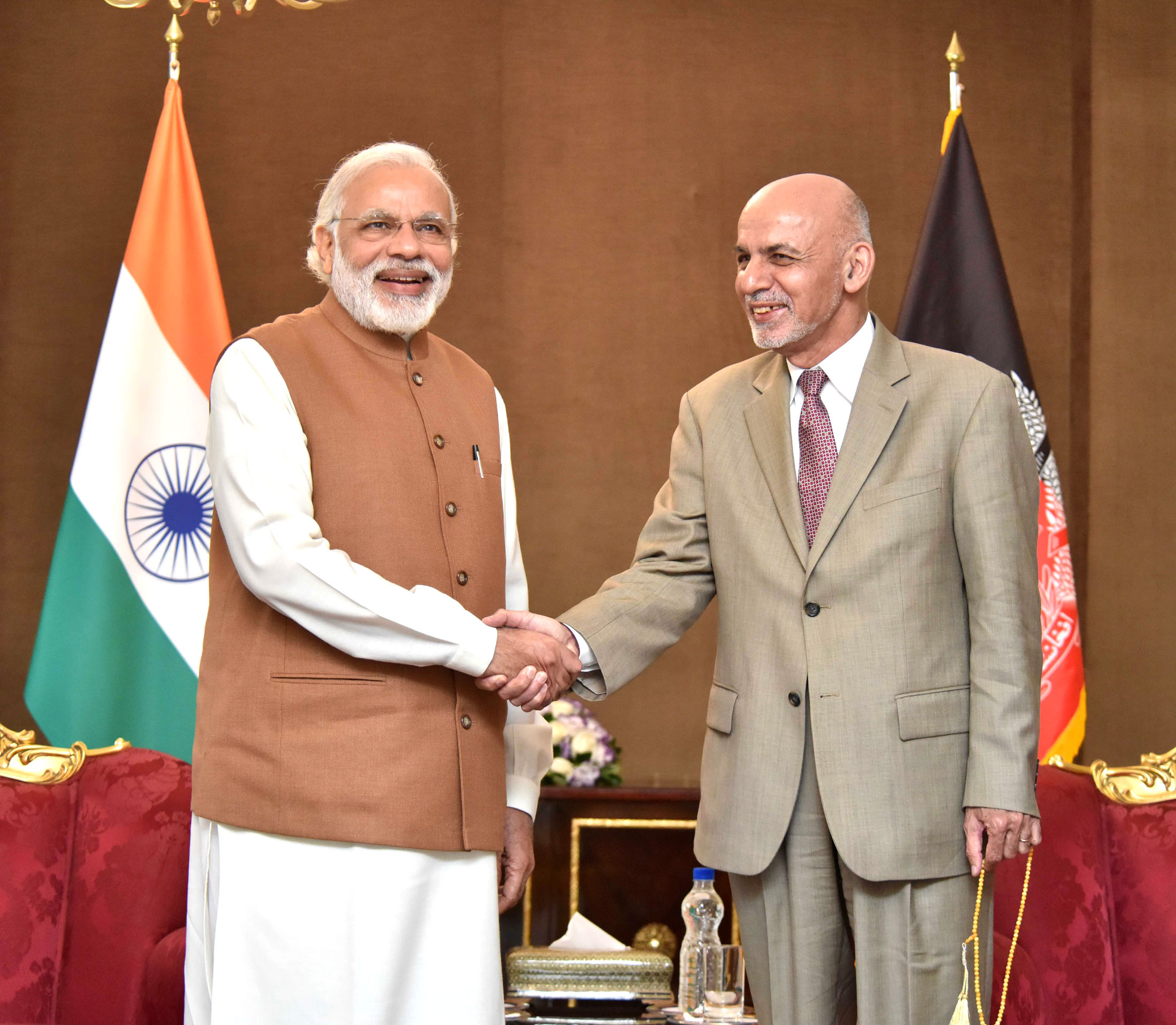
رئیس‌جمهور غنی همراه با نارندرا مودی

غنی در زمان تصدی خود، روابط اش را با کشورهای همسایه و آسیای میانه مانند ازبکستان تقویت کرد و برای افزایش تجارت‌های دوجانبه توافقنامه‌های تجاری متعددی منعقد نمود.
1. منعقد کردن موافقتنامه استفاده از بندر چابهار با ایران که امکان تجارت افغانستان با هند را بدون نیازمندی به خاک پاکستان فراهم می‌کند.[۳۳]
2. منعقد کردن موافقتنامه راه‌آهن خاف-هرات که در ۲۰۲۰ تکمیل گردید و باعث کاهش زمان ترابری بین ایران و افغانستان می‌شود.[۳۴][۳۵]
3. منعقد کردن موافقتنامه وصل شدن بندر آقینه به خط ریلی ترکمنستان در سال ۲۰۱۷. این موافقت‌نامه جزء توافق‌نامه راه لاجورد است.
4. منعقد کردن کریدور حمل و نقل «راه لاجورد» در سال ۲۰۱۷ که افغانستان را به قفقاز، دریای سیاه و سپس اروپا پیوند می‌دهد. این توافق‌نامه نیاز لجستیکی افغانستان را به ایران و پاکستان کاهش می‌دهد.[۳۶]
5. انتقال برق آبی کاسا-۱۰۰۰ از آسیای میانه به افغانستان در سال ۲۰۱۷.
6. انتقال خط لوله گاز تاپی (TAPI), 2017.[۳۷]
7. احداث بند کمال خان در جنوب افغانستان در سال ۲۰۲۱، بند کمال خان دشت‌های لم‌یزرع جنوب افغانستان را سرسبز خواهد کرد و باعث جلوگیری ورود آب هیرمند به ایران می‌شود. غنی در واکنش دولت ایران برای حقابه آب هیرمند گفت: ما آب به رایگان نمی‌دهیم؛ به ما نفت بدهید تا به شما آب بدهیم.[۳۸][۳۹]

غنی در ژانویه ۲۰۱۸ در مراسم افتتاحیه کارخانه ذوب آهن خان استیل در کابل گفت که هدف او تبدیل شدن افغانستان به صادر کننده بزرگ فولاد در منطقه است.

## روابط با پاکستان
از زمان انتخابات وی در پی بهبود روابط افغانستان با پاکستان برای آغاز مذاکرات صلح با طالبان بود. اولین ملاقات وی با پاکستان در ۱۴ دسامبر ۲۰۱۴ بود که وی به دیدار نخست‌وزیر پاکستان نواز شریف رفت. بعد از چندین حمله تروریستی که عاملان آن را پاکستان می‌پنداشتند و شکست مذاکرات صلح، او به‌صورت بسیار جدی روابطش با پاکستان را سرد نمود. بعد از دو حمله شبکه حقانی و طالبان در کابل(۲۰۱۸) غنی پاکستان را مرکز حمایت طالبان خواند. شبکه خبری افغانستان طلوع نیوز به نقل از منابع ناشناس می‌گوید که اشرف غنی به تماس تلفنی نخست‌وزیر پاکستان جواب نداده‌است. اما سفیر افغانستان در پاکستان عمر زاخیلوال این موارد را رد می‌کند.

## روابط با طالبان
از آغاز روند صلح افغانستان در سال ۱۳۹۷ دولت همواره خواستار محوریت افغان‌ها در مذاکرات با طالبان و حفظ دست‌آوردهای بیست سال گذشته و به ویژه جمهوریت در مقابل امارت که یکی از ایده‌آل‌های گروه طالبان است بوده‌است. اشرف غنی تحت فشار خارجی، به‌خصوص دونالد ترامپ و پس از توافق طالبان و ایالات متحده آمریکا برای خروج سربازان خارجی و تشکیل لویه جرگه مشورتی صلح افغانستان (۱۳۹۸) پنج هزار زندانی گروه طالبان را آزاد کرد.
رسانه‌های افغان روز یکشنبه ۲۴ مرداد ۱۴۰۰ گزارش دادند که در پی حمله دوازده روزهٔ طالبان و اشغال شهرها توسط نیروهای طالبان و قبل از تصرف پایتخت، اشرف غنی کشور را به قصد عزیمت به تاجیکستان ترک کرده‌است.

## دیدگاه
امضای توافق‌نامه صلح با گلبدین حکمتیار که یکی از مخالفان مسلح دولت افغانستان بود از جمله کارکردهای اشرف غنی است.
اشرف غنی تلویحاً مخالف حضور مجدد رهبران پیشین مجاهدین در عرصه سیاست افغانستان می‌باشد؛ وی در دو دوره ریاست خود قدرت تمام رهبران سیاسی غیر پشتون را به چالش کشید. او محمدکریم خلیلی هزاره را که دبیرکل حزب وحدت اسلامی افغانستان است، از مقامش به عنوان رئیس شورای عالی صلح برکنار کرد، محمد محقق هزاره را که دبیرکل حزب وحدت اسلامی مردم افغانستان است، از مقامش به عنوان معاون دوم عبدالله عبدالله رئیس شورای عالی مصالحه ملی برکنار کرد، عطامحد نور تاجیک، فرد شماره دٶ حزب جمعیت اسلامی افغانستان را که والی بلخ بود، از مقامش برکنار کرد، برای کاهش قدرت عبدالرشید دوستم ازبک که رهبر حزب اسلامی جنبش افغانستان است، ابتدا وی را در کمین طالبان برابر نمود و سپس با قضیه ایشچی وی را بدنام نموده، فرار ترکیه نمود و ستر جنرال مرادعلی مراد هزاره را که لوی درستیز قوای مسلح افغانستان بود در رابطه با کمک به عبدالرشید دوستم در برابر شدن وی در کمین طالبان، از مقامش برکنار نمود.
وی بسیاری از وزیران کابینه خود را که از اقوام غیر پشتون بودند از پست‌شان برکنار نمود؛ وی عبدالرزاق وحیدی، وزیر مخابرات و تکنالوژی افغانستان را از سمت‌اش برکنار نمود، قرار اطلاعات فاش شده بعدی علت برکناری وی هزاره بودنش بود، وی داوودزاده نجفی وزیر ترانسپورت را که از قوم هزاره بود نیز از پست‌اش برکنار نمود، او محمد نظیف شهرانی وزیر معادن و پترولیم را به جرم اختلاس به دادگاه عالی افغانستان معرفی نمود.
اشرف غنی اعطای رتبه مارشالی به عبدالرشید دوستم را به اکراه پذیرفت و آن را براساس مصلحت پذیری دانست نه شایسته سالاری؛ او در مراسم اعطای این رتبه که در سلسه مراتب نظامی افغانستان بالاترین رتبه نظامی شناخته می‌شود، شرکت نکرد.

## فرار از افغانستان
در پی حمله نیروهای طالبان به شهرهای مهم و تسلیم شدن پی در پی شهرهای افغانستان، محمداشرف غنی در ۱۵ اوت ۲۰۲۱ از افغانستان فرار کرد. عبدالله عبدالله (رئیس شورای مصالحه ملی) نیز این اتفاق را تأیید کرد. در ابتدا گفته می‌شد کشور مقصد او تاجیکستان است. تا اینکه در نهایت به صورت رسمی مشخص شد که او به امارات رفته‌است.
خلیل رحمان حقانی، در مصاحبه با کانال «جئو» پاکستان گفت که طالبان اشرف غنی، رئیس‌جمهور افغانستان را عفو کرده و از آنها می‌خواهد در صورت تمایل به کشور بازگردند.